# Vipio mundator
Vipio mundator är en stekelart som först beskrevs av Christian Gottfried Daniel Nees von Esenbeck 1834.  Vipio mundator ingår i släktet Vipio och familjen bracksteklar. Inga underarter finns listade i Catalogue of Life.